# Château de Carol
Le château de Carol ou de Querol est un ancien château fort situé à Porta, dans le département français des Pyrénées-Orientales

## Histoire
Bien que le lieu soit mentionné dès l'an 1011, le château de Carol lui-même n'est pas mentionné avant le 2 janvier 1243 dans un document de Jacques Ier d'Aragon rédigé à Puigcerdà. Les tours ont été construites au XIIe ou XIIIe siècle. L'enceinte est un peu postérieure.
Le château appartient au roi Jacques III de Majorque et doit se soumettre à Pierre IV d'Aragon en 1344 après son entrée en guerre contre le roi de Majorque. La garnison est composée de cinq hommes l'année suivante. Dans l'inventaire du 27 juillet 1399, on constate qu'il y a au château deux bombardes, une dizaine d'arbalètes, des cuirasses et des boucliers.
Après le traité d'Olite signé le 12 avril 1462 entre Jean II d'Aragon et Louis XI, ce dernier fait occuper les comtés de Roussillon et de Cerdagne. Les Français occupent le château en 1463. Après le traité de Narbonne ou Barcelone, en 1493, ces deux comtés sont rendus à Ferdinand II d'Aragon. Ce dernier y nomme un châtelain. Peu après, le commandement du château de Carol et de la tour Cerdane est rattaché à Puigcerdà. Le château est démoli par les Français après le traité des Pyrénées qui rattache le Roussillon au royaume de France. En 1719, il est envisagé de reconstruire un fort car « sa situation est avantageuse, c'est un rocher escarpé et isolé sur le bord de la rivière sur lequel on ne peut monter que par une rampe qu'on y a pratiquée ».
Propriété de la commune, le château de Carol fait l’objet d’une inscription au titre des monuments historiques le 2 mai 1927.

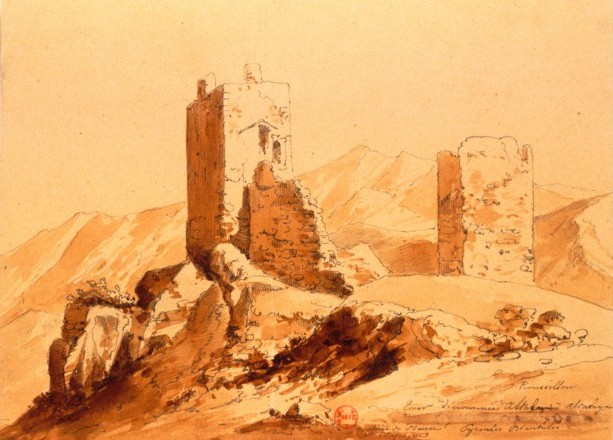
Le château de Carol en 1830.
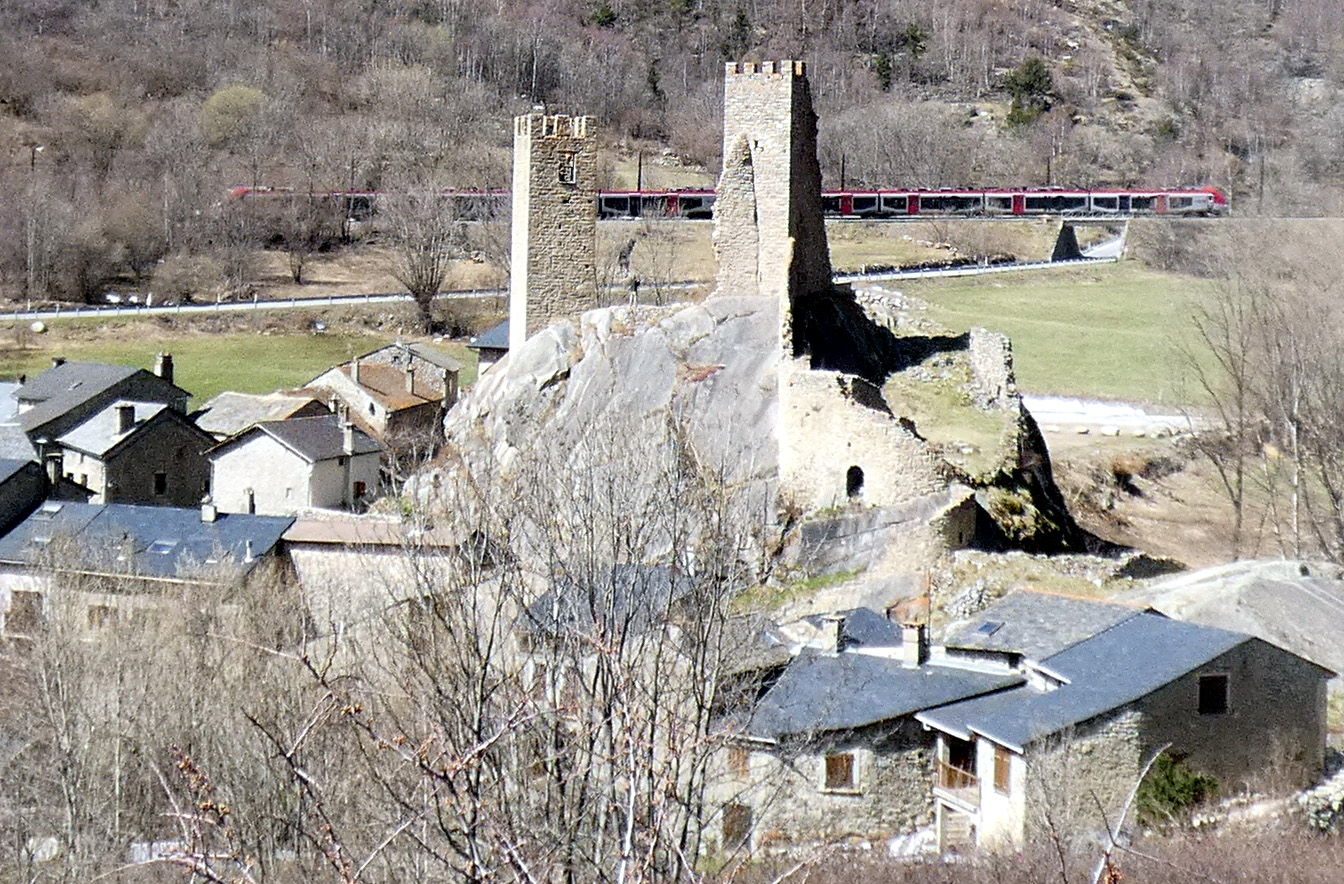
Le château en avril 2022.

## Description
L'ensemble du château est bâti sur un roc à pic. Il ne subsiste aujourd'hui que deux tours quadrangulaires, connues sous le nom de tours de Carol et munies de meurtrières et de créneaux en hauteur, ainsi que les vestiges de l'enceinte avec une porte en plein-cintre